# Duam Socci
Duam Socci (Rio de Janeiro, 26 de junho de 1993) é um modelo, ator e cantor brasileiro.

## História
Duam é filho do músico, compositor e produtor Álvaro Socci.
Começou a carreira aos sete anos atuando em comerciais e trabalhando como modelo.
Aos nove anos cantou “Era uma vez”, um dos sucessos do seu pai, no palco do antigo Metropolitan – Rio, atual Citibank Hall. Em 2006 atuou em um episódio do seriado Um Menino Muito Maluquinho no papel de Gregório, primo do protagonista, baseado na obra do cartunista Ziraldo.
Depois integrou o elenco de atores da Rede Record onde atuou nas telenovelas e Bicho do Mato no papel de "Juba", um garoto criado pelo pai em uma fazenda junto aos índios e a natureza do Pantanal, e Luz do Sol onde viveu Joaquim, filho da Paloma Duarte, um garoto romântico descobrindo o amor.
Em 2009 participou de alguns capítulos de Cama de Gato da Rede Globo, participou da peça teatral "High School Musical 3" e também foi finalista do concurso 'Procura-se um príncipe' da TV Xuxa.
Em 2010 estréia no seriado juvenil Malhação.
Continua atuando como modelo e, paralelamente, se dedicando a carreira de cantor.

## Carreira

### Televisão
| Ano       | Nome                       | Personagem         | Notas                      |
| --------- | -------------------------- | ------------------ | -------------------------- |
| 2006      | Um Menino muito Maluquinho | Gregório           | Episódio: "Meu Pior Amigo" |
| 2006      | Bicho do Mato              | Juba (adolescente) |                            |
| 2007      | Luz do Sol                 | Joaquim Mendonça   | [ 2 ]                      |
| 2009      | Procura-se um Príncipe     | Finalista          |                            |
| 2010      | Cama de Gato               | —                  | Participação especial      |
| 2010-2011 | Malhação                   | Eric Diniz         |                            |

### Cinema
| Ano  | Nome                | Personagem | Notas |
| ---- | ------------------- | ---------- | ----- |
| 2018 | Minha Vida em Marte | Noivo      |       |